# AJフランシス
AJフランシス（AJ Francis、1990年5月7日 - ）は、アメリカ合衆国ワシントンD.C.出身のプロレスラー。

## 来歴

### アメリカンフットボール
2013年4月30日、マイアミ・ドルフィンズと契約。9月1日、ニューイングランド・ペイトリオッツはウェイバーを解除したと主張。11月、ドルフィンズと再契約。11月27日、ペイトリオッツの練習チームから解雇された。
2014年8月27日、負傷者リストに入れられてた。
2015年11月14日、解雇された。11月16日、シアトル・シーホークスにウェイバーなしで契約。11月24日、チームから解雇された。11月26日、練習チームと契約。
2016年5月17日、タンパベイ・バッカニアーズと契約。9月3日、バッカニアーズから解雇された。10月12日、ワシントン・レッドスキンズと契約。11月29日にアクティブロースターに昇格。2016年12月10日、解雇された。
2017年1月2日、レッドスキンズと再契約。9月2日、レッドスキンズから解雇された。10月18日、練習チームと再契約。10月19日、アクティブロースターに昇格。10月25日、解雇された。 11月21日、再契約。
2018年4月30日、解雇された。5月2日、ニューヨーク・ジャイアンツと契約。9月1日、解雇された。そこから2年間チームに在籍していなかった。

### プロレス
2020年1月、WWEと契約。リングネームをトップ・ドラと改名してアイザイア・スコット、アシャンテ "ジー" アドニス、Bファブと共にユニット「ヒット・ロウ」を結成。2021 WWEドラフトでスマックダウンに指名されたが、わずか15日でヒット・ロウは解雇された。
2022年8月12日、トップ・ドラはヒット・ロウとWWEに復帰し、アドニスとチームを組み、試合に勝利した。12月16日、トップ・ドラとアドニスは、トリプル・スレッド・タッグマッチでバイキング・レイダースとレガド・デル・ファンタズマを破った。12月23日、WWEアンディスピューテッド・タッグチーム王座のウーソズと対戦したが、敗北した。
2023年1月6日、トップ・ドラはロイヤルランブル予選の試合でリコシェに敗れた。試合後、トップ・ドラ、アドニス、ファブでリコシェを攻撃した。9月、WWEを解雇となる。
2024年1月9日、X（旧：Twitter）で1月13日に開催されるTNAの興行に登場することを発表。

## 得意技
キャシュ・アウト
ファイヤーマンズキャリーの体勢で相手を両肩に担ぎ上げ、相手の下半身を押し上げながら勢いよく膝をついて相手を背中から叩きつける。

## タイトル歴
- TNAデジタル・メディア王座

## 入場曲
- Now You Know
- Best Of Best（現在使用中）